# ألبيرتو أكويلاني
ألبيرتو أكويلاني (بالإيطالية: Alberto Aquilani)‏، (المولود يوم 7 يوليو 1984، في روما، إيطاليا) هو مدرب حاليًا ولاعب كرة قدم سابق إيطالي لعب لعدة أندية منها روما، ليفربول، يوفنتوس، ميلان و‌فيورنتينا، وكان يجيد اللعب في مركز وسط الميدان.

## مشواره الكروي

### معروما
في عام 2001، عندما كان في 16 من عمره، وقد قدم تشيلسي وارسنال له عقد مغريا لكنه رفض العروض المقدمة له لأنه كان يحلم باللعب لروما، الذي كان قد يشجه منذ أيام الطفولة.
لعب لأول مرة في الدرجة الأولى في 18 عاما، عندما كان الإيطالي فابيو كابيلو مديرا لروما، في 10 مايو 2003 ضد تورينو. ثم لعب موسم 2003-04 على سبيل الإعارة لنادي الدرجة الثانية (Triestina) تريستينا، حيث لعب بوصفها بدايتا واكتسابا بعض الخبرة.عاد إلى روما في موسم 2004-05، وسجل الهدف الثاني الذي ساهم بالفوز في الديربي الذي اقيمت في 26 فبراير 2006 وهذا الانتصار حطم معظم الانتصارات المتتالية في الدوري الإيطالي الذي كان متوقعا له أن يكون أحد أفضل لاعبي روما. لكن الإصابة اجبرته على الابتعاد عن الملاعب لعدة أشهر. بعد عودته من الإصابة قد ألبيرتو أكويلاني أحد أفضل مبارياته على الإطلاق وكان ذلك في دوري ابطال أوروبا ضد ريال مدريد ما اكسبه الكثير من ثناء وسائل الاعلام.افادت تقاري صحفية في حيناها بأن ارسنال مهتم بأكويلاني في فترة الانتقالات في كانون الثاني / يناير 2009.وسجل اثنين من أهدافه بعيدة المدى في أول مباراتين في الموسم 2007-08 ضد باليرمو وسيينا.

### معليفربول
في 26 مايو 2009 وقع أكويلاني عقد جديدا لروما يمتد حتى 2013.وفي 5 أغسطس 2009 م وقع عقدا انضم بموجبه لنادي ليفربول الإنجليزي، ويأمل أكويلاني ان يصبح أحسن لاعب بالدوري الإنجليزي، كونه لاعب وسط بتمريراته المتقنة وتسديداته القوية من خارج منطقة الجزاء. صنع أول هدف له مع ليفربول ضد توتنهام هوتسبر ديسمبر 2009, وسجل هدفين لصالح ليفربول وأول أهدافه كان ضد بورتسموث مارس 2010 كما سجل هدفا ضد أتلتيكو مدريد في إياب نصف نهائي دوري أوروبا لذات الموسم.

### معيوفنتوس
في يوم السبت 21 أغسطس 2010 أعلن نادي ليفربول إعارة أكويلاني إلى نادي يوفنتوس لمدة عام مشفوعة بحق الشراء مقابل 16 مليون يورو وسيلعب برقم 14.
واول مشاركه ل اكويلاني كانت في الجولة الثانية في الدوري الإيطالي ونتهت بتعادل 3_3 ضد سامبدوريا
واحرز اكويلاني أول اهدافه مع اليوفي كانت في الجولة السابعة من الدوري الإيطالي ضد ليتشي بعد تسديده من 20 متر

### معالميلان
في تاريخ 25 أغسطس 2011 أعلن الموقع الرسمي لنادي ليفربول عن توصّله لاتفاق مع نادي ميلان الإيطالي لنقل خدمات اللاعب إلى الأخير بصفقة إعارة لموسم واحد، مع عقدٍ يسمح للميلان بتملّك اللاعب في النهاية. بعد أن انتهت مدة إعارته مع اليوفنتوس.

### معفيورنتينا
في صيف 2012 أعلن نادي فيورنتينا عن توصله لاتفاق مع نادي ليفربول بانتقال اللاعب بشكل كامل إلى فيورنتينا بـ صفر يورو.

### معلاس بالماس
في تاريخ 25 أغسطس 2017 وقع لاعب الوسط الإيطالي ألبرتو أكويلاني الذي كان حراً بعد انتهاء فترة إعارته إلى ساسوولو، عقداً لمدة عامين مع نادي لاس بالماس الإسباني لكرة القدم.

## مشواره معالمنتخب الإيطالي
لعب اكويلاني للمنتخب الإيطالي في أول مباراة له وكانت ودية ضد تركيا في 15 تشرين الثاني / نوفمبر 2006، كما أنه كان لعبا أساسيا في المنتخب الإيطالي تحت سن 21 خلال كأس أوروبا تحت سن 21 (2007) الذي اقيم في هولندا.اختير كلاعب أساسي للمنتخب في يورو 2008 حيث كانت المسابقة الدولية الأولى له.لعب بديلا في المباراة التي فازت فيها على فرنسا 2-0، ثم كأساسي في غياب جنارو غاتوزو وأندريا بيرلو في مباراة بلاده التي خسرتها 4-2 ضد إسبانيا في ركلات الترجيح بعد انتهاء الوقتين الأصلي والإضافي صفر إلى صفر.
سجل أول اهدافه للازوري في تصفيات كأس العالم 2010 ضد منتخب الجبل الأسود لكرة القدم.

## اعتزاله
أعلن أكويلاني اعتزاله لعب كرة القدم في في عمر الرابعة والثلاثين، وذلك في يونيو 2019.

## روابط خارجية
- ألبيرتو أكويلاني على موقع الاتحاد الدولي (مؤرشف)  (الإنجليزية)
- ألبيرتو أكويلاني على موقع الاتحاد الأوربي (الإنجليزية)
- ألبيرتو أكويلاني على موقع إي إس بي إن إف سي (الإنجليزية)
- ألبيرتو أكويلاني على موقع قاعدة بيانات كرة القدم.إي يو (الإنجليزية)
- ألبيرتو أكويلاني على موقع بيانات كرة القدم. دي إي (الألمانية)
- ألبيرتو أكويلاني على موقع ليكيب (الفرنسية)
- ألبيرتو أكويلاني على موقع ناشيونال فوتبول تيمز (الإنجليزية)
- ألبيرتو أكويلاني على موقع Soccerbase.com (لاعب) (الإنجليزية)
- ألبيرتو أكويلاني على موقع Soccerway.com (الإنجليزية)
- ألبيرتو أكويلاني على موقع عالم كرة القدم.نت (الإنجليزية)